# Hoya polilloensis
Hoya polilloensis är en oleanderväxtart som beskrevs av Kloppenb., Guevarra, G.Mend. och Ferreras. Hoya polilloensis ingår i släktet Hoya och familjen oleanderväxter. Inga underarter finns listade i Catalogue of Life.